# Valle de Guanape
Valle de Guanape est une localité du Venezuela, chef-lieu de la municipalité de Francisco del Carmen Carvajal dans l'État d'Anzoátegui.  Autour de la ville s'articule la division territoriale et statistique de Capitale Francisco del Carmen Carvajal.